# Маурісіо Лара
Маурісіо Лара (ісп. Mauricio Lara, 23 лютого 1998, Мехіко) — мексиканський професійний боксер, чемпіон світу за версією WBA (2023) в напівлегкій вазі.

## Професіональна кар'єра
Дебютував на профірингу у віці 17 років, зазнавши в першому поєдинку поразки розділеним рішенням. Впродовж наступних трьох років здобув одинадцять перемог поспіль. 19 травня 2018 року несподівано зазнав другої поразки в бою проти співвітчизника Еліота Чавеса нокаутом на першій хвилині бою. В наступних боях здобув одинадцять перемог. 13 лютого 2021 року у Лондоні вийшов на перший у його кар'єрі дванадцятираундовий бій проти місцевого ексчемпіона світу Джоша Воррінгтона і всупереч прогнозам здобув перемогу технічним нокаутом в дев'ятому раунді. У реванші 4 вересня 2021 року у другому раунді була зафіксована нічия через розсічення у Лари внаслідок ненавмисного зіткнення головами.
Здобувши ще дві перемоги, 18 лютого 2023 року у Ноттінгемі Маурісіо Лара вийшов на бій проти чемпіона світу за версією WBA в напівлегкій вазі Лі Вуда (Велика Британія). Напружений поєдинок завершився у сьомому раунді після того, як мексиканець надіслав британця у важкий нокдаун. Вуд зумів підвестися, але з його куточка вилетів білий рушник, сигналізуючи про припинення бою. Лара заволодів титулом чемпіона.
27 травня 2023 року відбувся бій-реванш між Ларою тп Вудом. Мексиканець втратив титул ще на зважуванні, не вклавшись у ліміт ваги. В бою, що тривав увесь відведений час, Лара був малоініціативним і зазнав поразки одностайним рішенням.
У березні 2025 року стало відомо, що перед боєм-реваншем з Вудом Лара провалив допінг-тест. Незважаючи на це, з тих пір до оголошення результату тестування він встиг провести ще три поєдинки в лютому та серпні 2024 року та у січні 2025 року. Рішенням антидопінгової служби Великобританії за порушення антидопінгових правил Лара був дискваліфікований на два роки. Дискваліфікація буде діяти з 7 березня 2024 року (початок розгляду справи) до 6 березня 2026 року.